# Domestic Security Enhancement Act
Domestic Security Enhancement Act of 2003, conosciuto anche come The Patriot Act II,  è una legge federale statunitense scritta da John Ashcroft.
Questa legge permette l'arresto segreto di chi è sospettato di far parte ad un gruppo terroristico. Prevede anche la raccolta e conservazione del DNA dei possibili terroristi in un database e la perdita di cittadinanza USA.
Inoltre, tutti coloro che aiutano una cellula terroristica elargendo fondi, possono essere arrestati anche con la sola prova del versamento di denaro e vengono considerati terroristi.

## Critiche
Il New York Times, a proposito delle leggi antiterrorismo statunitensi, scrisse:
(New York Times, 8 agosto 2002)
Sono scoppiate varie polemiche su questa legge, particolarmente per quanto riguarda la parte sull'aiuto al terrorismo. Se un cittadino degli Stati Uniti donasse del denaro ad un'associazione estera che dice di portare aiuti umanitari, e in realtà è una cellula terroristica, potrebbe essere arrestato a tempo indeterminato dai servizi segreti.